# Apamea fribolus
Apamea fribolus là một loài bướm đêm trong họ Noctuidae.